# Porricondyla americana
Porricondyla americana är en tvåvingeart som först beskrevs av Ephraim Porter Felt 1914.  Porricondyla americana ingår i släktet Porricondyla och familjen gallmyggor.
Artens utbredningsområde är New York. Inga underarter finns listade i Catalogue of Life.